# Russ Adams
Russ Adams (ur. 30 lipca 1930 w Spencer, Massachusetts, zm. 28 czerwca 2017) – amerykański fotograf sportowy, pionier fotografii tenisowej.
Początkowo pracował jako fotograf policyjny, dokumentując miejsca przestępstw, później był fotoreporterem "Worcester Telegram" i "Boston Herald" (1950–1971, z przerwą na służbę wojskową). Jedna z jego prac, przedstawiająca uczestników maratonu bostońskiego, została wyróżniona nominacją do Nagrody Pulitzera (1955). Poza fotografią sportową robił także zdjęcia reklamowe (m.in. dla Forda) i portfolia europejskich modelek oraz dokumentował wielkie budowy (m.in. autostrady I-93).
W 1953 zainteresował się fotografią tenisową. Wysłany na turniej dziewcząt w Longwood Cricket Club w Chestnut Hill (Massachusetts), zetknął się tam z dyrektorką imprezy, Hazel Hotchkiss Wightman, przed laty wybitną tenisistką amerykańską. Jej wskazówki pozwoliły mu zrozumieć istotę gry, a także dobrać odpowiednie miejsce dla fotografa. Od 1967 był oficjalnym fotografem międzynarodowych mistrzostw USA (wkrótce w erze open przemianowanych na US Open) i nakłonił dyrektora turnieju Billa Talberta do umożliwienia fotografom pracy bliżej zawodników, z tyłu lub boku kortu. To rozwiązanie przyczyniło się do znacznego ożywienia fotografii tenisowej.
Adams robił zdjęcia na wszystkich turniejach wielkoszlemowych, innych imprezach ATP World Tour i WTA Tour, rozgrywkach o Puchar Davisa i Puchar Federacji. Wykonał wiele fotografii przyszłym gwiazdom na nieoficjalnych mistrzostwach świata juniorów (Orange Bowl), m.in. Björnowi Borgowi i Johnowi McEnroe. Do jego najbardziej znanych prac należy zdjęcie Australijczyka Roda Lavera, spontanicznie przeskakującego siatkę po finałowym zwycięstwie w US Open 1969 nad Tonym Roche'em (wygrana ta oznaczała drugiego w karierze Lavera Wielkiego Szlema). Adams wykonał łącznie przeszło półtora miliona zdjęć o tematyce sportowej, z czego około 250 znalazło się na okładkach magazynów tenisowych. Był też współtwórcą albumów. Sam za najbardziej fotogenicznego gracza uznał Niemca Borisa Beckera.
Russ Adams jest nazywany "dziekanem fotografii tenisowej". Doczekał się wielu wyróżnień, m.in. nagrody amerykańskiej federacji tenisowej w dziedzinie mediów (2003). W 2007 został uhonorowany miejscem w Międzynarodowej Tenisowej Galerii Sławy. Zmarł 28 czerwca 2017, niespełna miesiąc po śmierci żony Betty (zmarła 5 czerwca), która przez lata towarzyszyła mu w tenisowych podróżach. 21 września 2016 Adamsowie świętowali 65-lecie ślubu.